# Sarakib (poddystrykt)
Sarakib – jedna z 7 jednostek administracyjnych trzeciego rzędu (nahijja) dystryktu Idlib w muhafazie Idlib w Syrii.
W 2004 roku poddystrykt zamieszkiwało 88 076 osób.